# Nino Khourtsidzé
Nino Khourtsidzé est une joueuse d'échecs géorgienne née le 28 septembre 1975 à Tbilissi en République socialiste soviétique de Géorgie (URSS) et morte le 22 avril 2018 dans la même ville (Géorgie) .

## Biographie et carrière
Championne du monde junior féminine en 1993 et 1995, Khourtsidzé a obtenu le titre de Maître international (titre mixte) en 1999. Elle a remporté le championnat de Géorgie mixte en 1998, et le championnat géorgien féminin à cinq reprises (en 1989, 1993, 2005, 2006 et 2013). Elle fut quart-de-finaliste du championnat du monde d'échecs féminin à deux reprises (en 2001 et 2006). 
| Année | Lieu                    | Résultat                                                      | Ultime adversaire                                             | Adversaires battues                                           |
| ----- | ----------------------- | ------------------------------------------------------------- | ------------------------------------------------------------- | ------------------------------------------------------------- |
| 1995  | Chişinău                | 10e-16e du tournoi interzonal féminin avec 7,5 points sur 13. | 10e-16e du tournoi interzonal féminin avec 7,5 points sur 13. | 10e-16e du tournoi interzonal féminin avec 7,5 points sur 13. |
| 2000  | New Delhi               | premier tour                                                  | Anna Hahn                                                     |                                                               |
| 2001  | Moscou                  | quart de finale (quatrième tour)                              | Zhu Chen                                                      | Aarthie Ramaswamy Anna Zatonskih Ekaterina Kovalevskaïa       |
| 2004  | Elista                  | premier tour                                                  | Ekaterina Polovnikova                                         |                                                               |
| 2006  | Iekaterinbourg, Russie  | quart de finale (quatrième tour)                              | Alissa Galliamova                                             | Wang Yu Maritza Arribas Hou Yifan                             |
| 2008  | Naltchik, Russie        | premier tour                                                  | Svetlana Matveïeva                                            |                                                               |
| 2010  | Antakya, Turquie        | Absente du championnat du monde 2010                          | Absente du championnat du monde 2010                          | Absente du championnat du monde 2010                          |
| 2012  | Khanty-Mansiïsk, Russie | deuxième tour                                                 | Zhao Xue                                                      | Yelena Dembo                                                  |
| 2015  | Sotchi                  | premier tour                                                  | Ekaterina Kovalevskaïa                                        |                                                               |
| 2017  | Téhéran                 | deuxième tour                                                 | Nino Batsiachvili                                             | Natalia Joukova                                               |

En 2004, Nino Khourtsidzé finit deuxième de l'open d'Essen (mixte), derrière le grand maître international russe Ievgueni Chapochnikov (ru).
Au 1er octobre 2016, elle était 51e joueuse mondiale et la numéro cinq géorgienne avec un classement Elo de 2 415.
Nino Khourtsidzé a représenté la Géorgie lors de cinq olympiades entre 1998 et 2012, remportant une médaille d'argent par équipe (en 2000), une médaille de bronze par équipe (en 1998) et une médaille d'or individuelle au troisième échiquier en 2000. Elle a également participé à trois championnats du monde par équipe féminins (en 2007, 2011 et 2013), remportant la médaille de bronze par équipe en 2011.